# عائلة فيجنر

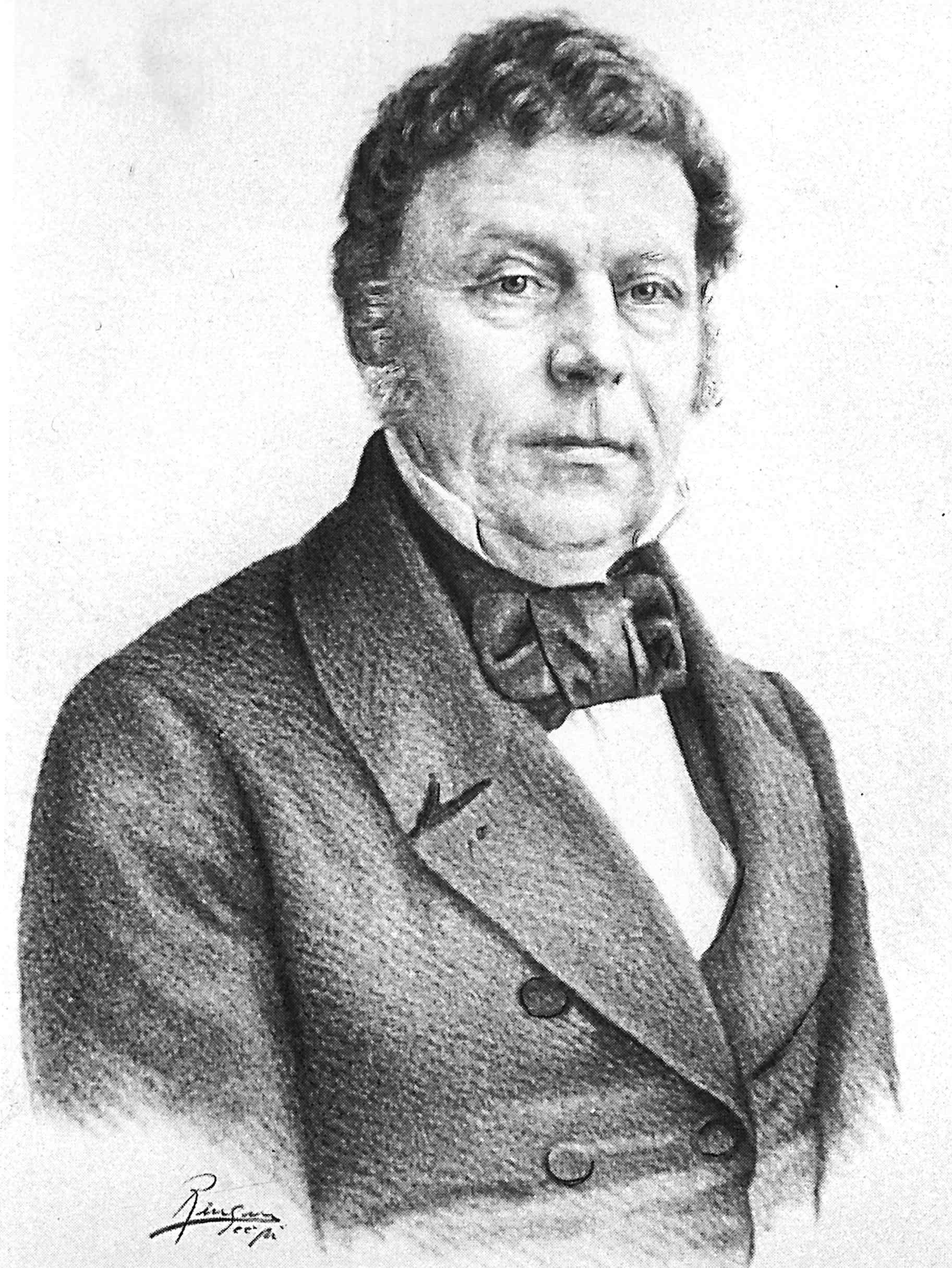

فيجنر هي عائلة نرويجية أشتهرت على أن أفرادها من الصناعيون والمحامون.

## تاريخ
تنحدر العائلة من رجل الصناعة (يعقوب) بنيامين فيجنر (1795-1864)، الذي ولد في كونيغسبرغ وهاجر إلى النرويج في عام 1822 ليصبح المدير الإداري والمالك المشارك (شريك) في أكبر مشروع صناعي في النرويج، بلافرفيرتشيت. كما أصبح أكبر شريك في ملكية Hafslund، واحدة من أكبر المناطق النشطة في سوق العقارات في النرويج وقتها، ومالك فروجنر مانور في آكر (منطقة في أوسلو الآن)، وكشريك في ملكية شركة Hassel Ironworks وشريك في ملكية شركة الأخشاب جويل، فيجنر وشركاه. لا يعرف الكثير عن خلفية عائلة بنيامين فيجنر. تزوج من هنرييت سيلير (1805-1875) في كنيسة القديس نيكولاس في هامبورغ في 15 مايو 1824؛ كانت عضوًا في سلالة بيرنبرغ المصرفية في هامبورغ والابنة الأصغر لمالك بنك بيرنبرغ منذ فترة طويلة ورئيسه لودفيج إيردوين سايلر وأمها آنا هينريت جوسلر؛ كان جدها المخرج المسرحي الشهير أبيل سيلير. عاشت عائلة فيجنر في فوسوم مانور في مودوم حتى عام 1836، عندما حصلوا على منطقة فروجنر مانور في ما يعرف الآن باسم فروجنر في غرب أوسلو.
كان لدى بينجامين وهنرييت فيجنر أربعة أبناء وبنتين، كلهم ولدوا في النرويج. كان ابنهما الأكبر يوهان لودفيج فيجنر (1830-1893) قاضياً وتزوج بلانكا بريتيفيل، ابنة رئيس الوزراء كريستيان زيتليتز بريتفيل. كان ابنهما الثاني هاينريش بنجامين فيجنر (1833–1911) تاجرًا للأخشاب وتزوج من هنرييت فايب، ابنة عالم اللغويات الكلاسيكي لودفيج فايب. تزوجت ابنتهما الكبرى صوفي فيجنر (1838-1906) من كولونيل والمرافق الخصي للملك تشارلز هانز جاكوب نوريجارد. تزوجت ابنتهما الصغرى آنا هنرييت فيجنر (1841-1918) من اللاهوتي برنهارد باوس. كان ابنهما الأصغر جورج فيجنر (1847-1881) محاميًا في المحكمة العليا.
كان يوهان لودفيج فيغنر وبلانكا بريتفيل الوالدان المدافعة هن حقوق المراة الشهيرة أولغا فيغنر (1858-1943)، التي تزوجت قاضي المحكمة العليا كارينوس كريستوفر ثينن. الذين كانوا والدا المحامي الشهير جاكوب ثينن.كان أحفاد هاينريش بنيامين المحامي وحاكم المقاطعة ورئيس الشرطة بنيامين فينجر (1868-1949)، زالقاضي في مدينة هالدن رولف بنيامين فينجر (1898-1986)، ورئيس الشرطة رولف بنيامين فيجنر (مواليد 1940).
كانت صوفي فنجر والدة المراسل الحربي العالمي الشهير بنيامين فيغنر نوريغالارد، الذي شغل منصب وزير الداخلية في حكومة تيانجين المؤقتة في الصين، والمحامي ورئيس نقابة المحامين النرويجية هارالد نوريغالارد، الذي أسس مكتب المحاماة (الآن معروف باسم هجورت )، وتاجر النبيذ والقنصل في تاراجونا لودفيج نوريغالارد. هنرييت فيجنر هي أم الجراح ورئيس الصليب الأحمر النرويجي نيكولاي نيسن باوس، المحامي ومدير اتحاد أرباب العمل النرويجي جورج فيجنر باوس والرائد في مجال الصناعة أوغستين باوس.